# Korhogo

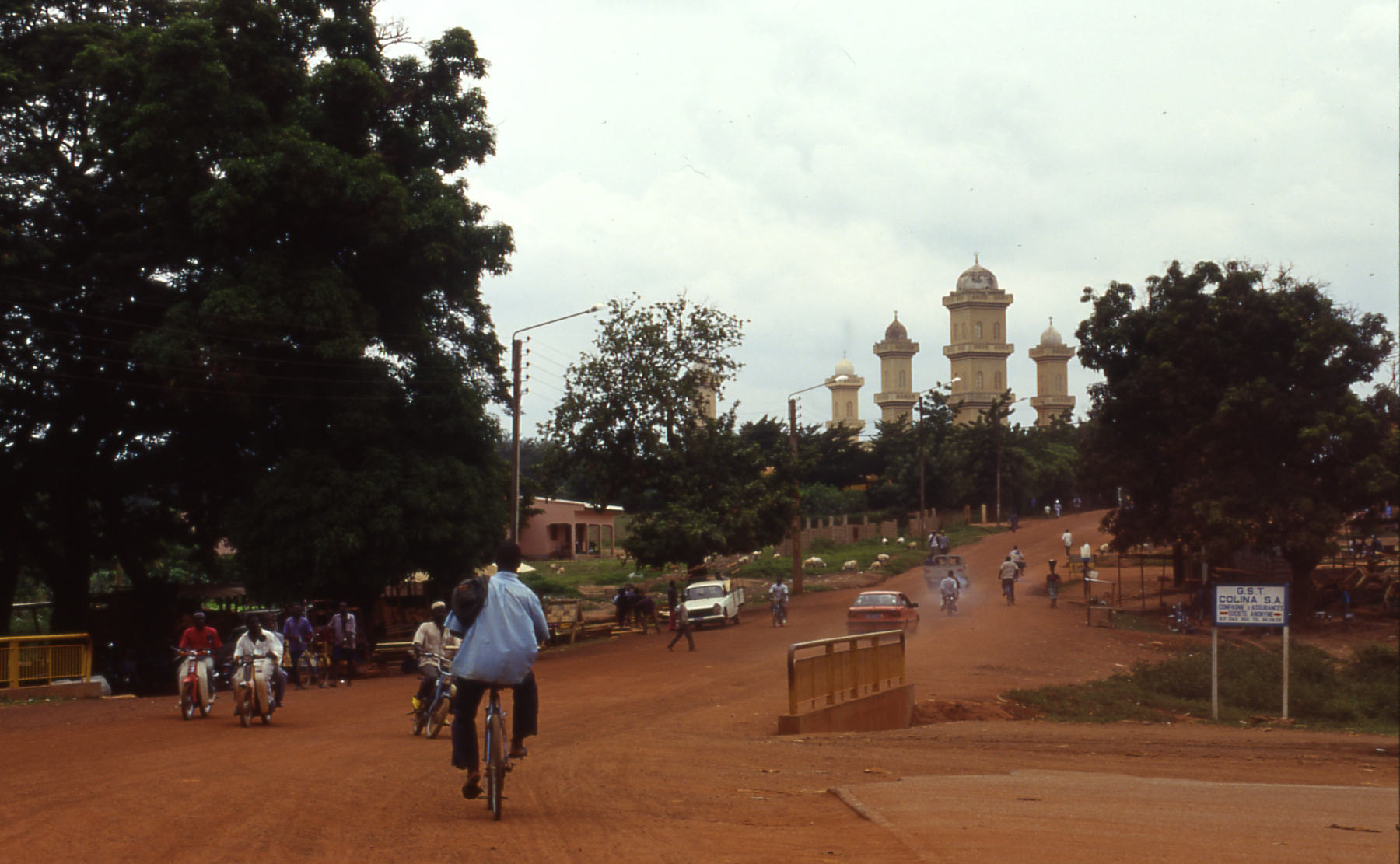
Korhogo 1995. Im Hintergrund die Große Moschee

Korhogo ist die Hauptstadt der Verwaltungsregion Savanes in der westafrikanischen Elfenbeinküste. Korhogo ist die bevölkerungsreichste Stadt im Norden des Landes und das Siedlungszentrum der Senufo.

## Stadtbild und Bevölkerung
Savanes ist die größte der 19 Verwaltungsregionen und unterteilt sich in vier Départements. Zu Korhogo gehört das gleichnamige Département. Die Stadt liegt rund 600 Kilometer nördlich von Abidjan und etwa 50 Kilometer jeweils von den Grenzen zu Mali und Burkina Faso entfernt auf etwa 380 Meter Höhe. Der nördliche Teil der Elfenbeinküste gehört zum Savannengürtel. In der Umgebung bildet das Grundgebirge einige kleine, aber steile Inselberge, die über der Ebene aus einer bis zu 60 Meter dicken Schicht von Verwitterungsböden hinausragen. Höchste Erhebung ist der zum Schutzgebiet erklärte und in einer halben Stunde zu besteigende Mont Korhogo mit 567 Meter Höhe. Der Hügel liegt im Südwesten des Zentrums, von seiner Kuppe sind im Umkreis mehrere Bewässerungsseen im intensiv bewirtschafteten Agrarland zu sehen.
Für Korhogo wurde eine Bevölkerung von 286.071 Menschen laut Zensus 2014 angegeben. Im Zensus 2021 war die Bevölkerung bereits auf 440.926 angestiegen. Die Bevölkerung verteilte sich auf 81.738 Haushalte. Das Stadtzentrum wird durch den großen, teilweise überdachten Markt geprägt, der am Rand eines dicht besiedelten Wohngebietes der Unterschicht mit Wellblechdächern liegt und im monumentalen Afro-Stil der 1970er erbaut wurde. Die Hauptstraße von hier nach Süden führt zu einem Kreisverkehr, um den sich die meisten Verwaltungsgebäude gruppieren und weiter in Richtung Mont Korhogo durch Residential, das Wohnviertel der mittleren Angestellten und der oberen Klasse.

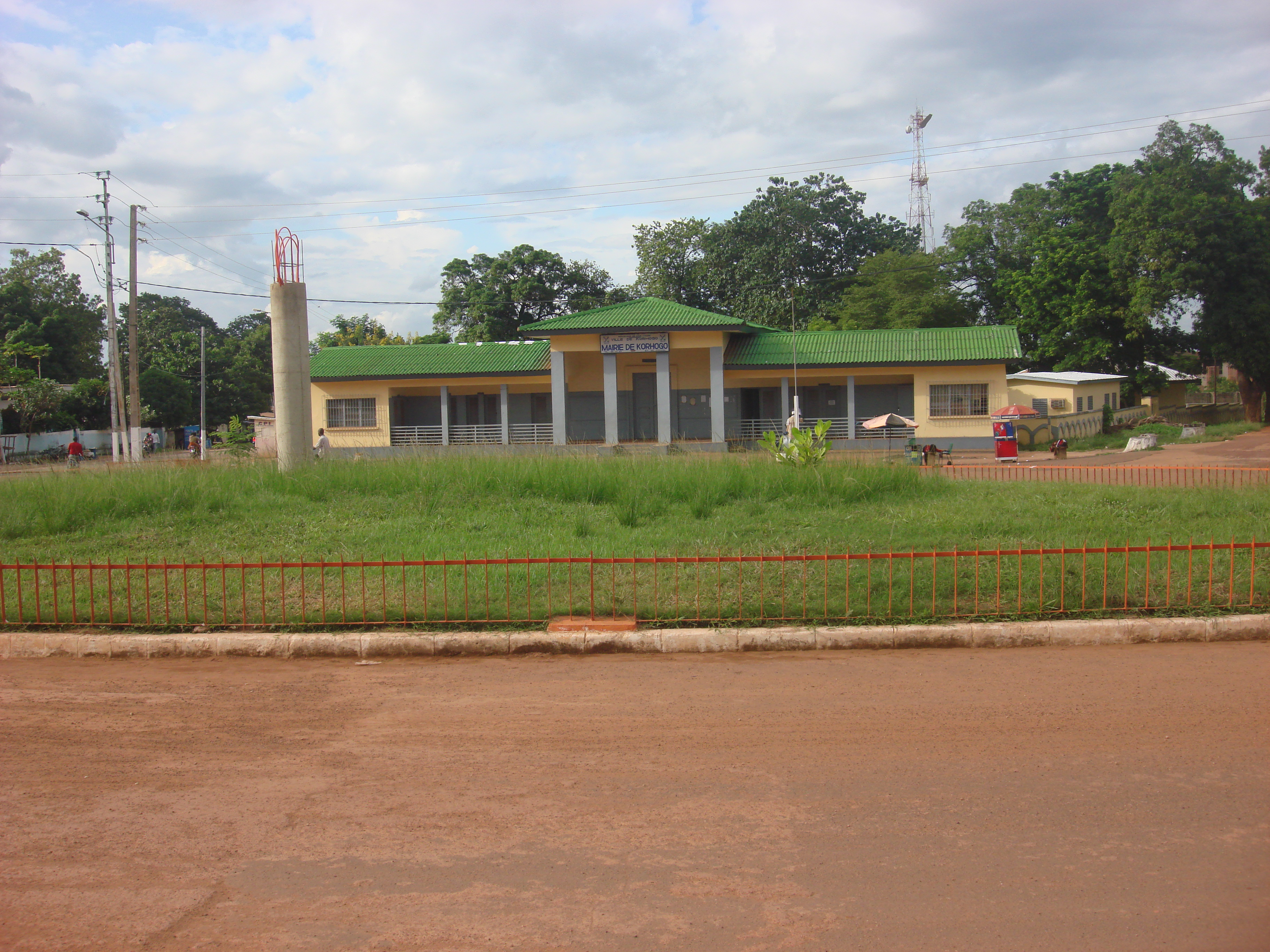
Rathaus am Kreisverkehr

Das Altstadtviertel der Dioula-Händler und Kunsthandwerker im Norden heißt Koko. Nur wenige der Straßen sind durchgehend asphaltiert. Das bekannteste Gebäude ist die Große Moschee im Mogulstil mit einem separaten Minarett, vier Ecktürmen und filigranen Mustern im weißen Verputz der Außenwände. Die Mehrheit der Senufo und Dioula in Korhogo sind Muslime, eine große Zahl sind Animisten. Es gibt eine römisch-katholische Diözese (Notre Dame de Fatima, seit 1905 sind katholische Missionare in der Stadt), und seit den 1950er Jahren einige Baptisten-Missionare, die ebenfalls Kirchen errichteten.

## Geschichte
Korhogo soll im 14. Jahrhundert von dem Senufo-Ältesten Nangui von Kong gegründet worden sein. Im 17. Jahrhundert sind mandingsprachige Völker aus dem Norden (Dioula) in den Raum Korhogo eingewandert, wo sie auf einheimische Senufos trafen. Durch gegenseitige kulturelle Übernahmen erfolgte eine weitgehende Vermischung, als Kategorien blieben sie getrennt. Ende des 19. Jahrhunderts lag Korhogo im Einflussbereich des Malinke-Heerführers Samory Touré, gegen den die Franzosen zunächst in Verhandlungen, dann militärisch ihre Macht bis 1898 in den Norden ausdehnten. Nach Festigung ihrer Kolonialherrschaft begannen die Franzosen mit der Verpflichtung von Zwangsarbeitern für den Straßenbau, für die 1893 begonnene Eisenbahnlinie und die Gummiplantagen in den südlichen Landesteilen. Korhogo war Anfang des 20. Jahrhunderts nicht nur führend im Export von Baumwolle an die Kolonialherren, sondern auch in der Bereitstellung von Arbeitskräften. 1918 wurden 1200 Männer aus Korhogo in den Süden verbracht, 1928 mussten 8000 Senufo ihre Felder verlassen und wurden in Zwangsarbeit geführt. In der Region Korhogo entstand ein Arbeitskräftemangel, der zusammen mit einer Dürre zu einer wirtschaftlichen Notlage führte. Damit einher ging ein Autoritätsverlust der Stammesführer, die nicht mehr für die Sicherheit des Volkes garantieren konnten. Aus dem ursprünglichen System der von vielen Clans gemeinschaftlich bewirtschafteten Felder entstand aus Mangel an Arbeitskräften um 1930 eine segmentierte gesellschaftliche Struktur, bei der einzelne Clans ihre eigenen Felder bearbeiteten.
1932 begann Frankreich damit, einzelne Chiefs (Clan-Älteste) für Verwaltungsaufgaben monatlich zu bezahlen. Der Paramount Chief von Korhogo, Gbon Coulibaly, der die Franzosen in den 1890er Jahren willkommen geheißen hatte, stellte die Zwangsarbeiter zur Verfügung und ließ sich bereitwillig in den Dienst der Franzosen stellen. 1942–1943 kam es zu lokalen Hungersnöten. Gbons Unterstützung für Frankreich endete erst 1945, als er offen begann, die Widerstandsbewegung von Félix Houphouët-Boigny zu fördern, der er bis zu seinem Tod 1962 treu blieb. Auch sein Sohn Dramane Coulibaly unterstützte Houphouët-Boigny, wurde regionaler Führer seiner Partei RDA und blieb Paramount Chief bis 1970.
Mit Angriffen einer Rebellenbewegung unter dem Namen Mouvement Patriotique de Côte d’Ivoire (MPCI) auf Korhogo und Bouaké begann im September 2002 der Bürgerkrieg gegen die Regierung des christlichen Südens unter Laurent Gbagbo. In einer ersten Reaktion flog die französische Armee 130 westliche Ausländer aus der Stadt. Im Mai 2003 wurde zwar ein Waffenstillstand vereinbart, aber bis zur Unterzeichnung des Friedensabkommens im Juli 2007 herrschte der Ausnahmezustand. In der Stadt übernahmen Rebellen das Kommando. Der Markt von Korhogo wurde zum Umschlagplatz für Schmuggelware. Als sich 2006 die Rebellen zurückzogen, nahm die kriminelle Gewalt zu. Die Sicherheitsaufgaben wurden nun von einer Dozos genannten traditionellen Jäger-Gruppe übernommen; einer Bruderschaft, die behauptet, über magische Fähigkeiten zu verfügen.

## Wirtschaft und Infrastruktur

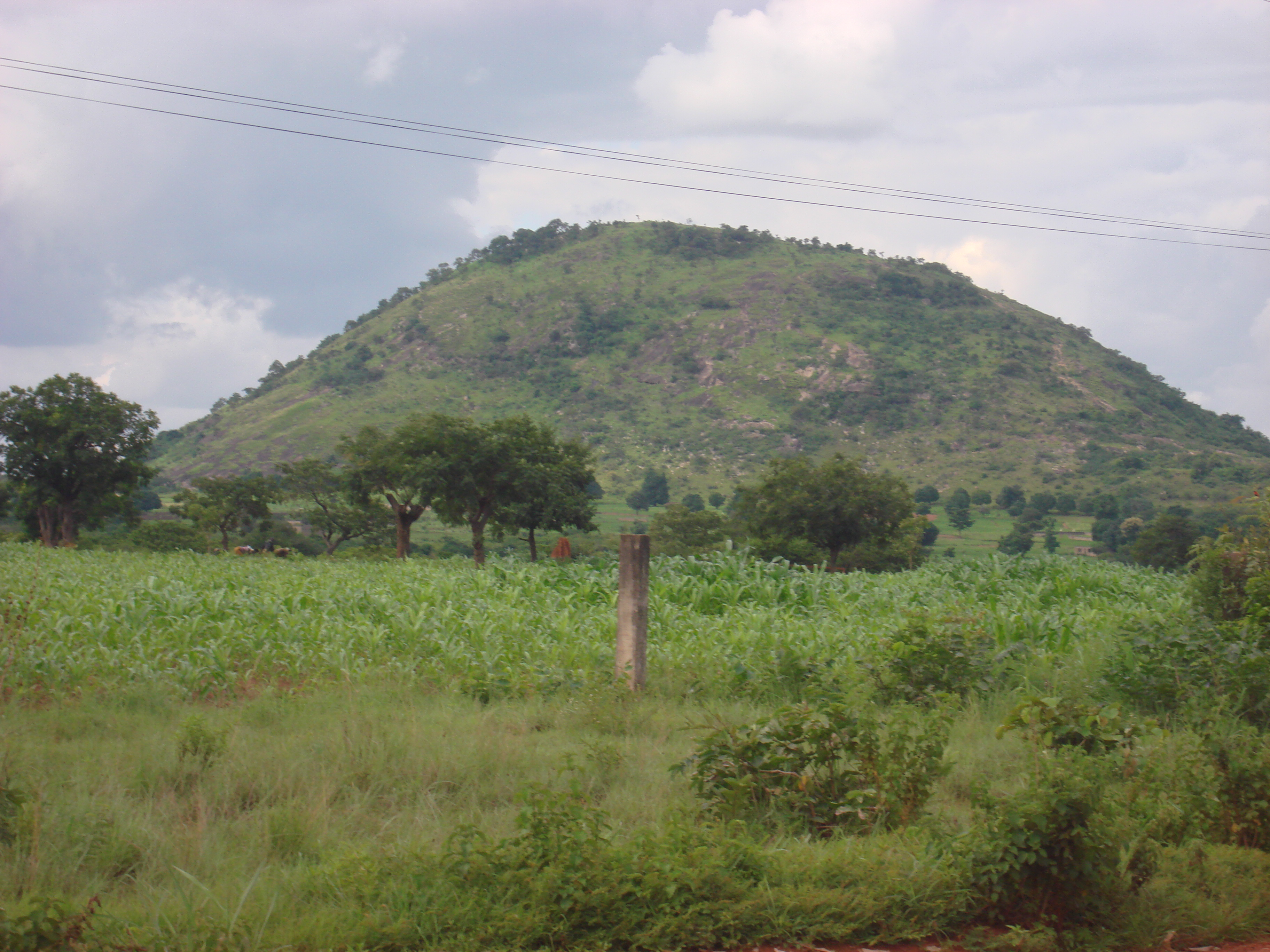
Mont Korhogo am südwestlichen Stadtrand. Grüne Felder während der sommerlichen Regenzeit

Das Umland von Korhogo ist mit über 75 Einwohnern pro Quadratkilometer relativ dicht besiedelt. Die Jahresniederschläge betragen 1200 bis 1300 Millimeter. Senufo, zum Teil auch Dioula, bauen hauptsächlich Yams, Erdnüsse, Mais und Reis an. Baumwolle ist der wichtigste Exportartikel. Senufo betrieben früher Subsistenzanbau mit der Hacke, seit den 1960er Jahren kommen auf den neu angelegten großen Baumwollfeldern vermehrt Ochsenpflüge zum Einsatz. Die bisherige Schafhaltung wurde durch extensive Rinderzucht ergänzt. In der Zeit zwischen etwa 1960 und 1980 verzehnfachte sich die Baumwollernte, 1982 war fast die Hälfte des kultivierten Gebietes um Korhogo Baumwolle.
Senufo und Dioula sind für ihr Kunsthandwerk bekannt. In der Stadt und den umliegenden Dörfern werden Holzmasken und Stoffwebearbeiten hergestellt. Die Dörfer haben sich auf Weberei, Korbmacherei oder Schmieden spezialisiert. Auf traditionelle Art wird im wenige Kilometer entfernten Dorf Koni Eisenerz abgebaut und zu landwirtschaftlichen Geräten verarbeitet.
Um das 100 Kilometer südlich gelegene Tortiya werden Diamanten auf alluvialen Feldern geschürft. Die Produktion ist relativ gering. In der Nähe der Stadt wird mit Poro Power das größte Solarkraftwerk Westafrikas geplant. Auf 140 Hektar Fläche sollen ab Ende 2022 Photovoltaikanlagen aus 250.000 Solarpanelen mit einer Gesamtleistung von 66 MW in rund zweijähriger Bauzeit entstehen. Das Projekt ist ein Joint Venture ivorischer Unternehmer und des Tauberbischofsheimer Unternehmens Tauber-Solar. Es wird ko-finanziert durch die DEG und soll die Elektrifizierung der Elfenbeinküste, die derzeit bei 43 % liegt, voranbringen und gleichzeitig die Energiewende hin zu grünem Strom beflügeln.

### Verkehr
Der nächste Bahnhof ist Ferkessédougou an der Abidjan-Niger-Bahn und liegt 54 km nordöstlich von Korhogo.
Über die nach Süden führende B309 nach Kanahoulo und von dort weiter über die A3 ist die frühere Hauptstadt Abidjan erreichbar. Von West nach Ost durchquert die A12 die Stadt, sie führt von der Grenze zu Guinea nahe Sirana bis zur Grenze nach Ghana nahe Vonkoro. Nach Norden führt die B314 aus der Stadt hinaus bis zur A300 bei Niellé.
Der Flughafen Korhogo (IATA-Code: HGO, ICAO-Code: DIKO) liegt 13 km südöstlich des Stadtzentrums nahe dem Ort Karakoro auf 370 Metern Meereshöhe. Er hat eine 2100 Meter lange asphaltierte Start- und Landebahn mit der Ausrichtung 09/27. Es werden von dort nur inländische Destinationen angeflogen, Air Côte d’Ivoire fliegt von und nach Abidjan.

## Persönlichkeiten
- Ab 1955 wirkte Cornélius Yao Azaglo Augustt in Korhogo; sein Fotostudio wurde in den 1990er-Jahren von der internationalen Kunstszene entdeckt und war bis zu seinem Tod 2001 eine Hauptattraktion für entsprechend interessierte westliche Touristen.
- Issa Malick Coulibaly (ivorischer Politiker, geboren in Korhogo 1953)
- Yssouf Koné (internationaler Fußballspieler, geboren in Korhogo 1982)